# Sarvesjaureh, Lappland
Sarvesjaureh (H.928) är en sjö i Arjeplogs kommun i Lappland och ingår i Umeälvens huvudavrinningsområde. Sjön har en area på 0,275 kvadratkilometer och ligger 924,1 meter över havet.

## Delavrinningsområde
Sarvesjaureh ingår i det delavrinningsområde (735971-149941) som SMHI kallar för Mynnar i Vindelälvens vattendragsyta. Medelhöjden är 1 096 meter över havet och ytan är 16,66 kvadratkilometer. Det finns inga avrinningsområden uppströms utan avrinningsområdet är högsta punkten. Vattendraget som avvattnar avrinningsområdet har biflödesordning 3, vilket innebär att vattnet flödar genom totalt 3 vattendrag innan det når havet efter 477 kilometer. Avrinningsområdet består mestadels av kalfjäll (96 procent). Avrinningsområdet har 0,59 kvadratkilometer vattenytor vilket ger det en sjöprocent på 3,5 procent.